# روبن بارتليت
روبن بارتليت (بالإنجليزية: Robin Bartlett)‏ (و. 1951 – م) هي ممثلة، وممثلة تلفزيونية من الولايات المتحدة الأمريكية. ولدت في مدينة نيويورك.

## وصلات خارجية
- روبن بارتليت على موقع IMDb (الإنجليزية)
- روبن بارتليت على موقع قاعدة بيانات الأفلام العربية
- روبن بارتليت على موقع ألو سيني (الفرنسية)
- روبن بارتليت على موقع أول موفي (الإنجليزية)
- روبن بارتليت على موقع قاعدة بيانات برودواي على الإنترنت (الإنجليزية)
- روبن بارتليت على موقع قاعدة بيانات الأفلام السويدية (السويدية)
- روبن بارتليت على موقع قاعدة بيانات الفيلم (الإنجليزية)
- روبن بارتليت على موقع كينوبويسك (الروسية)